# Дзеканув-Новий
Дзеканув-Новий (пол. Dziekanów Nowy) — село в Польщі, у гміні Ломянки Варшавського-Західного повіту Мазовецького воєводства. Населення — 351 особа (2011).
У 1975—1998 роках село належало до Варшавського воєводства.

## Демографія
Демографічна структура станом на 31 березня 2011 року:
|          | Загалом | Допрацездатний вік | Працездатний вік | Постпрацездатний вік |
| -------- | ------- | ------------------ | ---------------- | -------------------- |
| Чоловіки | 171     | 43                 | 112              | 16                   |
| Жінки    | 180     | 35                 | 120              | 25                   |
| Разом    | 351     | 78                 | 232              | 41                   |